# General (2019.)
General, hrvatski ratni dramski životopisni film iz 2019. godine. 

## Osnovno o filmu
Prati životnu pripovijest hrvatskog generala Ante Gotovine. Sniman je na lokacijama u Zagrebu, Šibeniku i Livnu. Snimljen je u koprodukciji tvrtke Kiklop film i HRT-a, a podržao ga je Hrvatski audiovizualni centar. Premijera je bila na svečanom otvorenju 66. pulskoga filmskoga festivala na Dan domovinske zahvalnosti 2019. godine. Na festivalu je dobio nagrade za najbolju sporednu žensku i mušku ulogu (Olga Pakalović i Borko Perić) te za specijalne efekte (Zvonimir Krivec). Proračun filma bio je oko 16 milijuna kuna, što ga čini jednim od najskupljih filmova u povijesti hrvatske kinematografije.
Unatoč visokom budžetu i visokoj gledanosti, film je pokupio negativne kritike kritičara.

## Uloge
- Goran Višnjić kao Ante Gotovina
- Mustafa Nadarević kao Janko Bobetko
- Tarik Filipović kao Davor Domazet Lošo
- Goran Navojec kao Bruno Zorica Zulu
- Boris Svrtan kao Ante Roso
- Igor Mešin kao Boris Zdilar
- Borko Perić kao Nikica
- Nataša Janjić kao Vesna Karuza
- Robart Budak kao Roko
- Rene Bitorajac kao instruktor
- Boris Barukčić kao Tomo Medved
- Jasmin Lord kao Ximena
- Armand Assante kao Andreas
- Franjo Kuhar kao otac
- Ivica Pucar kao Boro Gotovina
- Iva Kraljević kao majka/sestra
- Marko Kasalo kao Damir Krstičević
- Olga Pakalović kao Milica
- Sreten Mokrović kao P.P. Knežević
- Ljubomir Kerekeš kao pukovnik Vrcelja
- Ivo Gregurević kao vodič Stevo
- Djeca:
  - Vigo Višnjić
  - Aurora Gulin
  - Roko Glavina
  - Korina Petković
- Ferdo Boić kao svirač klavira
- Slavko Sobin kao domorodac
- Ena-Sanah Hdagha kao konobarica
- Visar Vishka kao Carero
- Aleksandar Bogdanović

## Vanjske poveznice
- General u internetskoj bazi filmova IMDb-a
- General u internetskom katalogu hrvatskih filmova HAVC-a
- Pulski filmski festival 2019.
- YouTube Blitz Hrvatska: Trailer filma
- Mediji o Generalu Serija General je neopisiv trash, ali to je tek dio problema. Gdje je novac?
- Brojni gafovi i greške u seriji General Ni peta epizoda 'Generala' nije prošla bez urnebesnih gafova, a gledatelji ne prestaju komentirati